# 1273 Helma
1273 Helma eller 1932 PF är en asteroid i huvudbältet, som upptäcktes 8 augusti 1932 av den tyske astronomen Karl Wilhelm Reinmuth i Heidelberg. Den har fått sitt namn efter en bekant till astronomen W. Schaub.
Asteroiden har en diameter på ungefär 6 kilometer och den tillhör asteroidgruppen Vesta.